# ألتو سيرمنزا
ألتو سيرمنزا هي بلدية أنشئت في 1 كانون الثاني / يناير 2018 من اندماج بلديات ريما سان جوزيبي وريماسكو في فالسيشيا.

## التاريخ
في 11 يونيو 2017 عقد استفتاء حولها وكانت النتيجة إيجابية (85 صوتا مؤيدا و15 ضد).
تأسست رسميا بالقانون الإقليمي رقم. 14 يوم 10 أكتوبر 2017 (نشر في الجريدة الرسمية في منطقة بيدمونت n. 41 12 أكتوبر عام 2017 ، البلدية الجديدة تعمل من 1 كانون الثاني / يناير 2018).